# Archaeotriton
Archaeotriton basalticus
Genre
Espèce
Archaeotriton est un genre fossile de salamandres préhistoriques. La seule espèce identifiée dans ce genre est son espèce type, Archaeotriton basalticus, qui a vécu pendant l'Oligocène en Europe centrale.

## Systématique
Le genre Archaeotriton et l'espèce Archaeotriton basalticus ont été décrits en 1859 par le paléontologue allemand Hermann von Meyer (1801-1869), sous le protonyme de Triton (Archaeotriton) basalticus,, où Archaeotriton est considéré comme un sous-genre du genre Triton, genre qui est aujourd'hui considéré comme un synonyme de Triturus.

## Publication originale
- (de) Hermann von Meyer, « Salamandrinen aus der Braunkohle am Rhein und in Böhmen », Palaeontographica, Cassel, von Theodor Fischer, vol. 7,‎ avril 1860, p. 47-63 (ISSN 0031-0190, OCLC 2449411, lire en ligne).